# داردان بيريشا
داردان بيريشا (بالبولندية: Dardan Berisha) مواليد 15 نوفمبر 1988 في بيخا، جمهورية صربيا الاشتراكية، هو لاعب كرة سلة بولندي. بدأ مسيرته الاحترافية في سنة 2006. يلعب مع يوفي كازيرتا باسكت في ليغا باسكيت الدرجة الأولى. يحمل الرقم 1. يبلغ طوله 6 قدم 3 بوصة (1.9 م).

## المسيرة الاحترافية
لعب مع نادي فوتسوافك لكرة السلة من سنة 2010 إلى 2012، ثم لعب مع نادي بريشتينا لكرة السلة من سنة 2013 إلى 2015، ثم لعب مع نادي سيبونا لكرة السلة في سنة 2015، ثم لعب مع نادي بريشتينا لكرة السلة في موسم 2015–2016.

## روابط خارجية
- داردان بيريشا على موقع الاتحاد الدولي لكرة السلة (الإنجليزية)
- داردان بيريشا على موقع كرة السلة الأوروبية.كوم (الإنجليزية)
- داردان بيريشا على موقع ريلجم (الإنجليزية)
- داردان بيريشا على موقع بروبوليرز (الإنجليزية)
- داردان بيريشا على موقع سبورتس رفرنس (الإنجليزية)